# Франсиско Лазаро
Франсиско Лазаро (порт. Francisco Lázaro; Бенфика, 21. јануар 1891 — Стокхолм, 15. јул 1912) је био први португалски маратонац на Олимпијским играма учесник Летњих олимпијских игара 1912. у Стокхолму.
Лазаро је и први атлетичар који је умро за време маратонске трке на Олимпијским играма. Несрећа се десила на 29. километру трке. Мислило се да је узрок смрти дехидрација услед високе температуре ваздуха за време трке. Касније је откривено да је Лазаро велики део тела прекрио воском, како би спречио опекотине од сунца. Восак је узроковао смањено знојење организма (хипохидрозу), што је довело до топлотног удара.